# Poppen & Ortmann
Die Poppen & Ortmann Druckerei und Verlag KG ist ein familiengeführtes Medienunternehmen aus Freiburg im Breisgau. Gegründet wurde das Unternehmen 1846 durch den Drucker Hermann Meinhard Poppen. Mittlerweile wird das Unternehmen in sechster und siebter Generation von Wolfgang Poppen und dessen Tochter Nadja Poppen geleitet.
Die BZ.medien-Gruppe, mit dem Haupttitel Badische Zeitung, gehört seit 1950 zu Poppen & Ortmann. Anfangs als Minderheitsbeteiligung, war sie ab 1997 paritätisch mit der Heinrich Rombach KG eine Beteiligung des Unternehmens. Seit 2020 ist die BZ.medien-Gruppe im vollständigen Besitz von Poppen & Ortmann.

## Geschichte

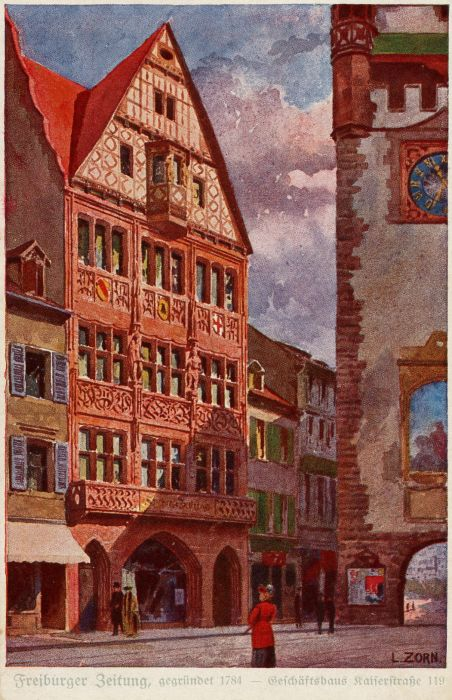
Historische Zeichnung des "Haus am Martinstor".

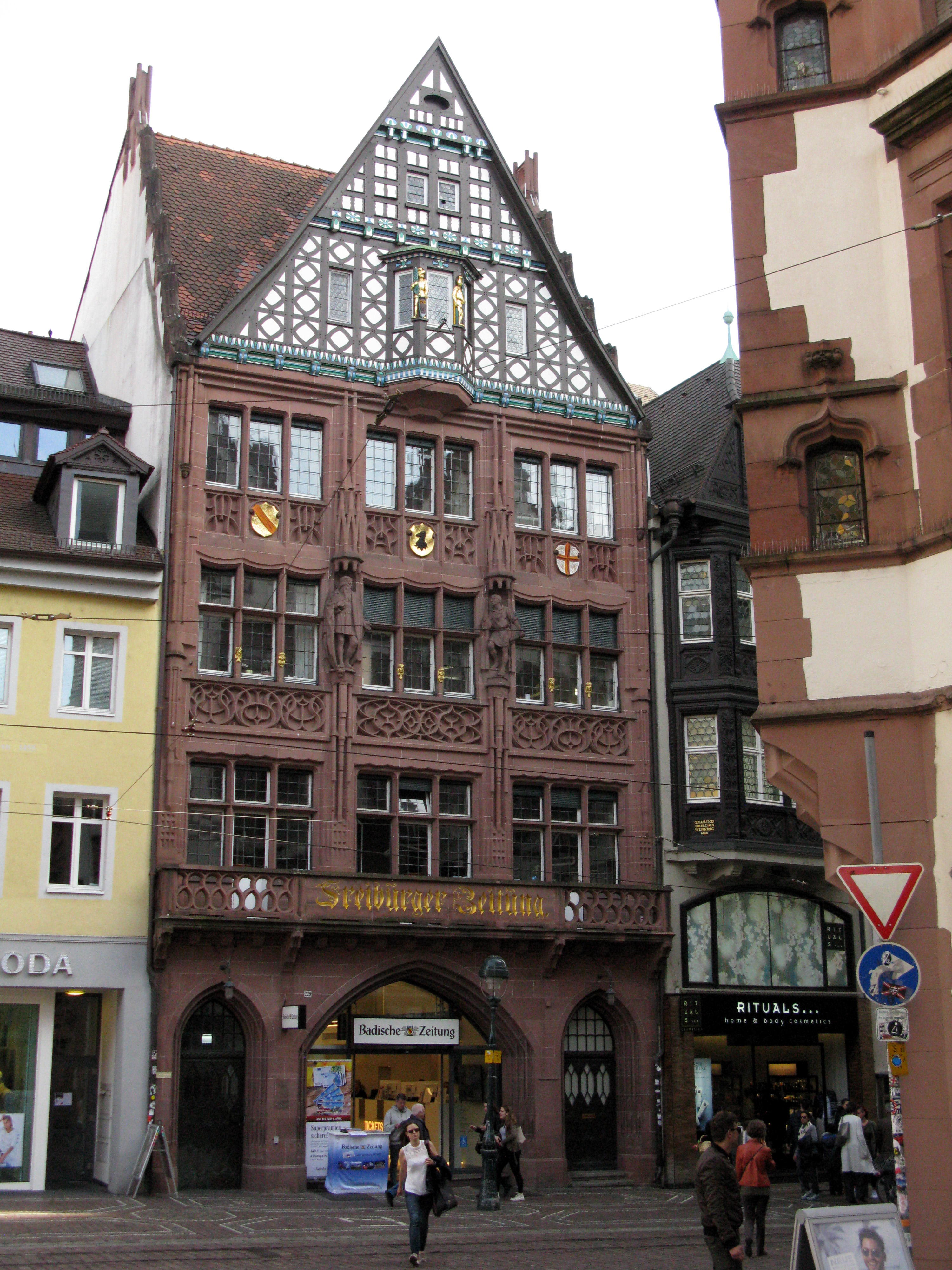
Seit 2016 beheimatet das Stammhaus an der Kaiser-Joseph-Straße die Freiburger Stadtredaktion sowie die Geschäftsstelle der Badischen Zeitung. Im hinteren Bereich des Gebäudes, im ehemaligen Druckbereich, befindet sich seit 1985 die Freiburger Markthalle.

1846 gründete Hermann Meinhard Poppen die „Druckerei H. M. Poppen“ durch Übernahme der Druckerei der Heidelberger Gebrüder Gross, für die er seit 1828 die Freiburger Dependance des Unternehmens leitete. Knapp 12 Jahre später, im Jahr 1858, wurde sie in „H. M. Poppen & Sohn – Universitätsdruckerei“ umbenannt. Im Jahre 1863, wurde aus der Universitätsdruckerei ein für Baden bedeutender Verlag: Die Freiburger Zeitung – von Karlsruhe bis Basel zur damaligen Zeit eines der führenden Medien – hatte ihre neue Heimat bei H. M. Poppen & Sohn gefunden. Mit dem Tod von Hermann Meinhard Poppen 1864 übernahm dessen Sohn Eduard Daniel Poppen das Unternehmen. Nach dessen Tod 1881 rückte Eduard Poppen in die Geschäftsführung auf.
Im Frühjahr 1893 tritt Max Ortmann als gleichberechtigter Teilhaber in die Firma H.M. Poppen & Sohn ein, nachdem Hermann Poppen, Sohn von Eduard Daniel und Bruder von Eduard, aus der Firma ausscheiden wollte und ausbezahlt werden musste.
Bis zum Jahrhundertwechsel kamen neue Produkte hinzu, das Angebot wurde vielfältiger und die Wachstumsmöglichkeiten in den alten Räumlichkeiten immer eingeschränkter. Der neue Standort wurde das "Haus am Martinstor" in der Freiburger Altstadt, das heute die Freiburger Markthalle und Geschäftsstelle der Badischen Zeitung beheimatet. Im Jahr 1904 fand hierzu ein Architektenwettbewerb um die Erstellung eines Geschäftshauses in der Kaiser-Joseph-Straße für die Freiburger Zeitung statt. Der Gewinner des Wettbewerbs war der Freiburger Architekt Carl Anton Meckel, umgesetzt wurde jedoch der Entwurf von Billing & Mallebrein. Billings Entwurf besaß große Ähnlichkeit mit dem Meckels, was nach einer Publikation im Zentralblatt der Bauverwaltung im Jahr 1906 zu einer öffentlichen Kontroverse der beiden führte. Das Geschäftshaus selber wurde am 7. August 1905 eröffnet. An der Fassade des Hauses finden sich zwei Figuren von Friedrich Meinecke, von denen eine Johannes Gutenberg darstellt. Am 12. Oktober 1916 wurde das Gebäude von einer Fliegerbombe getroffen. „Alle Scheiben, sogar die große Scheibe im Geschäftshaus, Kaiserstraße 119 waren geborsten. Die ganze Brüstung lag in der Sackgasse.“ lautet die Inschrift auf einer Gedenktafel an der Dachterrasse. Grund für den Französischen Angriff auf die Druckerei war die Fertigung der Zeitung "Gazette des Ardennes" bei Poppen & Sohn.
Am 1. April 1910 erscheint weltweit erstmalig eine Zeitung im Rotations-Kupfer-Tiefdruckverfahren, nämlich die Osterausgabe der "Freiburger Zeitung". Entwickelt wurde das Verfahren, das eine bis dahin unbekannte Bildqualität ermöglicht, durch Eduard Mertens in Zusammenarbeit mit Max Ortmann. Aufgrund dieser Erfindung und ihrer Anwendung wird die "Freiburger Zeitung" dann "der Sammelpunkt von Fachmännern der ganzen zivilisierten Welt".
1918 wurde der Name des Unternehmens von "H. M. Poppen & Sohn – Universitätsdruckerei" nach 25-jähriger Partnerschaft zu "Poppen & Ortmann Universitätsdruckerei und Verlagsanstalt" geändert.
In der Zeit des Nationalsozialismus wurden die Verleger Adolf Poppen (am 15. Oktober 1935) und Max Ortmann (am 30. Oktober 1935) "auf Grund des § 10 der ersten Verordnung zur Durchführung des Reichskulturkammergesetzen vom 1.11.1933 [...] aus der Reichspressekammer [ausgeschlossen] und die weitere Tätigkeit als Zeitungsverleger [untersagt]". Als Begründung wurden Artikel eines ehemaligen, jüdischen Mitarbeiters sowie eines ehemaligen Schriftleiters aus der Zeit bis März bzw. Mai 1933 sowie "bis in die Gegenwart" erfolgende Veröffentlichungen jüdischer Anzeigen sowie des jüdischen Gottesdienstanzeigers herangeführt. Während der folgenden Wochen erfolgte aufgrund des deutlich gestiegenen Drucks auf die Verleger ein Verkauf der Freiburger Zeitung an die Vera Verlagsanstalt GmbH aus Berlin, einer Tochter des Zentralverlags der NSDAP, dem Franz-Eher-Verlag. Auch wenn die Verquickungen nicht von Anfang an für alle Bürger ersichtlich waren, wurde der Vera Verlagsanstalt GmbH in der Bevölkerung eine große Nähe zu amtlichen Stellen nachgesagt. Neben einer Vergütung der Zeitungsrechte wurde Poppen & Ortmann ein Druckvertrag für 10 Jahre zugesagt.
Die Zeitung wurde mit der Wochenendausgabe Nr. 58/59 vom 27./28. Februar 1943 im 160. Jahrgang eingestellt. Zur Begründung wird auf der Titelseite der letzten Ausgabe auf die „Erfordernisse des totalen Krieges“ verwiesen. Durch die Einstellung würden „weitere Arbeitskräfte für die Wehrmacht und Rüstungsindustrie frei.“
Durch Aufhebung des Lizenzzwangs 1949 hätte Poppen & Ortmann die Freiburger Zeitung wieder aufleben lassen können. Stattdessen entschied sich das Unternehmen für eine Beteiligung am Badischen Verlag, in dem die Badische Zeitung erscheint, und brachten den Titel dort gegen eine Minderheitsbeteiligung im Jahr 1950 ein. Bereits seit 1946 war Poppen & Ortmann indirekt am Druck der Badischen Zeitung beteiligt: Die Firma Poppen & Ortmann hatte im Jahr 1944 die Hälfte ihrer 64-Seiten-Rotationsdruckmaschine zum Schutz vor Kriegseinwirkungen nach Waldkirch gebracht. Anfang 1946 schließlich wurde dieser Teil der Maschine in Waldkirch ab- und im Rahmen eines Pachtvertrags beim Herder Verlag wieder aufgebaut. Mitarbeiter von Poppen & Ortmann unterstützten ferner personell den Druck der Badischen Zeitung an der verpachteten Maschine im Herder-Bau.
Bis 1985 wurde im "Haus am Martinstor" u. a. die Badische Zeitung gedruckt. Aufgrund der beengten Platzverhältnisse in der Innenstadt Freiburgs sowie erforderlicher Investitionen wurde der Firmensitz in den Freiburger Stadtteil Haslach verlegt. Unweit des Sitzes des Badischen Verlags entstand ein neues Verlags- und Druckgebäude.
Im Jahr 1998 kaufte Poppen & Ortmann zusammen mit der Heinrich Rombach KG die Anteile am Badischen Verlag vom Herder Verlag. Beide Häuser führten den Verlag, die mit der Herstellung verbundenen Tochtergesellschaften (z. B. Zeitungsdruck, Online Verlag) und weitere Unternehmen der Gruppe (z. B. Zustellung) 1998 in der Holding Badisches Pressehaus zusammen. Poppen & Ortmann konzentrierte sich seither auf den Akzidenzdruck sowie die Verwaltung und das Management von Beteiligungen sowie der Freiburger Markthalle.
Bis Ende 2019 hielten Poppen & Ortmann und die Rombach-Gruppe jeweils 50 % der Anteile des Badischen Pressehauses. Seit 2020 ist die Poppen & Ortmann KG alleinige Gesellschafterin. Zum Jahreswechsel 2020/2021 wurde der operative Geschäftsbereich Druck in das Tochterunternehmen Freiburger Druck GmbH & Co. KG überführt und die operative Drucktätigkeit dort gebündelt.

## Geschäftsleitung
(Quellen:)
- 1846-1864: Hermann Meinhard Poppen (* 1796; † 1864)
- 1864-1881: Eduard Daniel Poppen (* 1827; † 1881)
- 1881-1932: Eduard Poppen (* 1863; † 1932)
- 1893-1930: Maximilian Ortmann (* 1866; † 1930)
- 1924-1973 (ab 1930: Geschäftsführender Komplementär): Dr. Max Ortmann (* 1894; † 1973)
- 1924-1968 (ab 1932: Geschäftsführender Komplementär): Adolf Poppen (* 1894; † 1979)
- 1950-1994 (ab 1968: Geschäftsführender Komplementär): Eduard Poppen, genannt "Edi" (* 1926; † 2007)
- 1973-2009 (ab 1973: Geschäftsführender Komplementär): Joachim Ortmann (* 1945; † 2009)
- seit 1984 (ab 1995: Geschäftsführender Komplementär): Wolfgang Poppen (* 1957)
- seit 2007 (ab 2022: Geschäftsführende Komplementärin): Nadja Poppen (* 1984)[23]